# Tuđin, Osečina
Tuđin (izvirno srbsko Туђин) je naselje v Srbiji, ki upravno spada pod Občino Osečina; slednja pa je del Kolubarskega upravnega okraja.
- Tudjin - panorama
- Tudjin - panorama
- Tudjin - panorama
- Tudjin - panorama
- Tudjin - panorama
- Tudjin - panorama
- Tudjin - panorama

## Demografija
V naselju živi 208 polnoletnih prebivalcev, pri čemer je njihova povprečna starost 53,1 let (50,4 pri moških in 55,8 pri ženskah). Naselje ima 91 gospodinjstev, pri čemer je povprečno število članov na gospodinjstvo 2,48.
To naselje je, glede na rezultate popisa iz leta 2002, večinoma srbsko, a v času zadnjih treh popisov je opazno zmanjšanje števila prebivalcev.
|  |

| Demografija | Demografija     | Demografija     |
| Leto        | Št. prebivalcev | Št. prebivalcev |
| ----------- | --------------- | --------------- |
|             |                 |                 |
|             |                 |                 |
|             |                 |                 |
|             |                 |                 |
| 1948        | 608             |                 |
| 1953        | 553             |                 |
| 1961        | 537             |                 |
| 1971        | 461             |                 |
| 1981        | 389             |                 |
| 1991        | 290             | 290             |
| 2002        | 232             | 226             |
|             |                 |                 |

| Etnična sestava po popisu iz leta 2002 | Etnična sestava po popisu iz leta 2002 | Etnična sestava po popisu iz leta 2002 | Etnična sestava po popisu iz leta 2002 | Etnična sestava po popisu iz leta 2002 |
| -------------------------------------- | -------------------------------------- | -------------------------------------- | -------------------------------------- | -------------------------------------- |
| Srbi                                   | Srbi                                   |                                        | 225                                    | 99,55%                                 |
| Slovenci                               | Slovenci                               |                                        | 1                                      | 0,44%                                  |
| Neznano                                | Neznano                                |                                        | 0                                      | 0,0%                                   |